# La Saga du Rhum

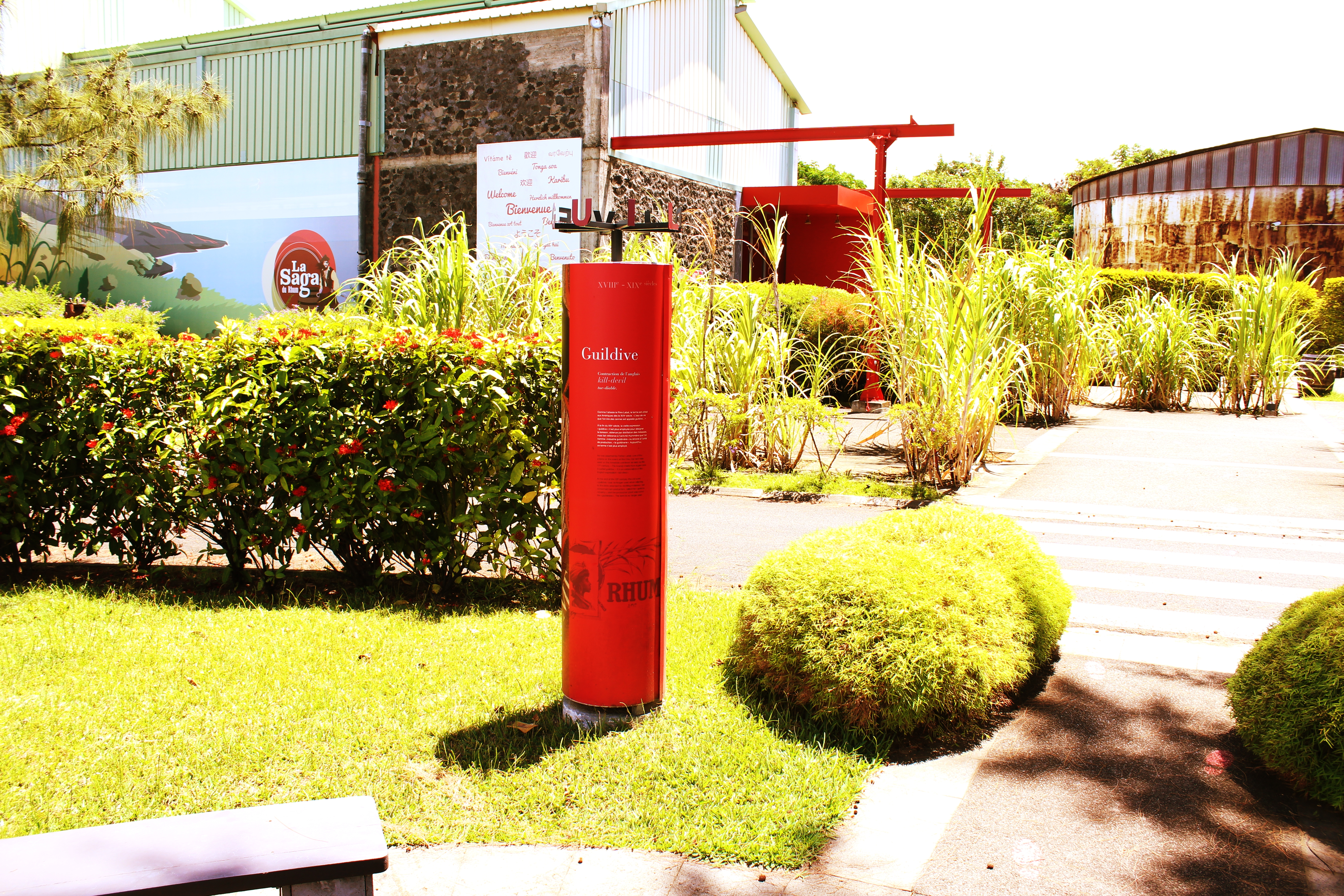
Vue extérieure du musée, jardins. Photo de Lucas Payet pour la Saga du Rhum, 2019

La Saga du Rhum est un musée de l'île de La Réunion, département d'outre-mer français dans le sud-ouest de l'océan Indien, situé sur le territoire de la commune de Saint-Pierre, sur le domaine des Établissements Isautier.
La Saga du Rhum est un établissement culturel et touristique consacré à l'histoire et à la fabrication du rhum de La Réunion.
Slogan : "Cap sur l'histoire de La Réunion !  Regards croisés entre une île, des hommes, une production"

## Concept

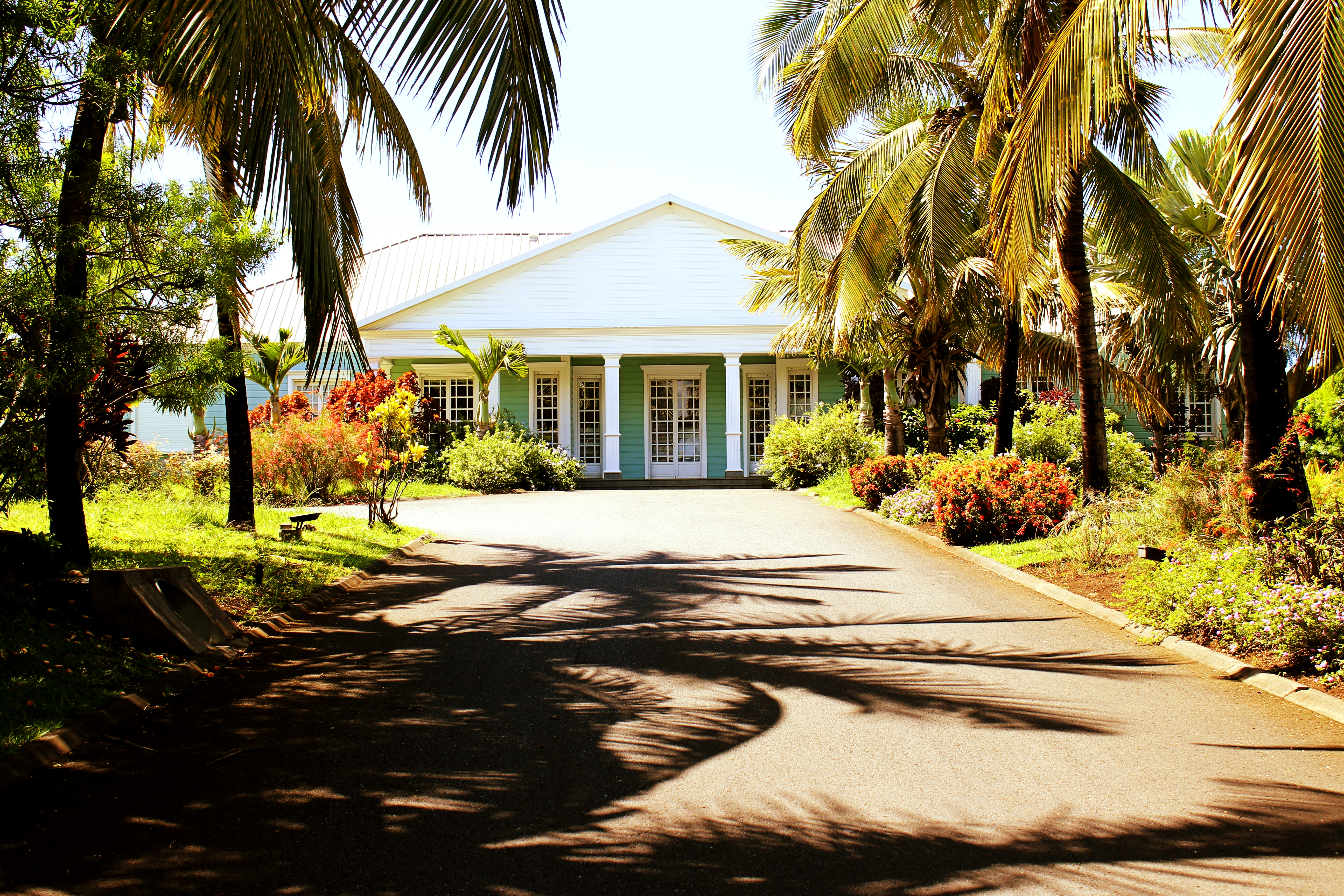
Siège actuel des Établissements Isautier. Façade inspirée de la maison historique familiale située à Bérive dans les hauts de la ville du Tampon. Photo de Lucas Payet pour la Saga du Rhum, 2019

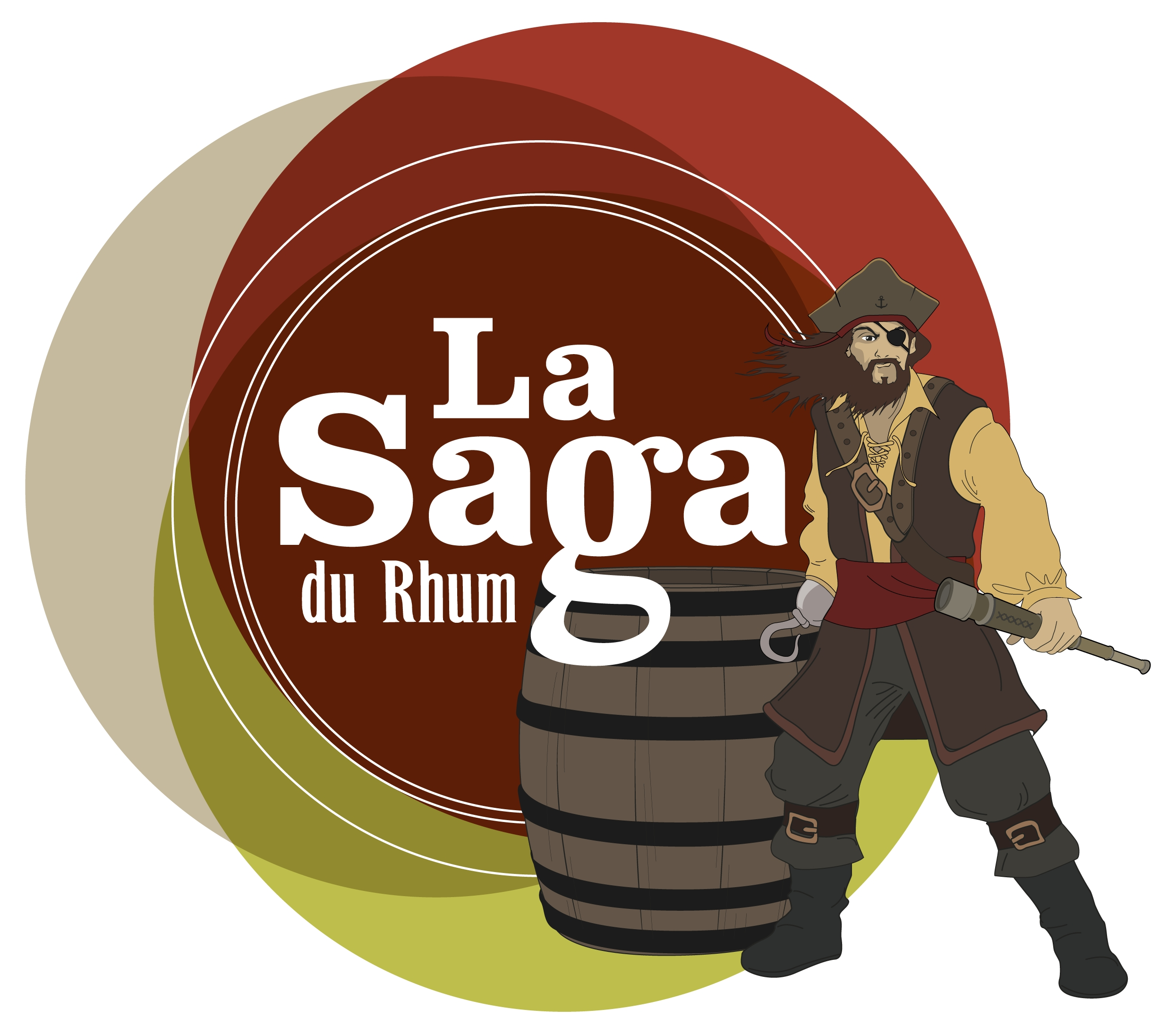
Logo de la Saga du Rhum

La structure a été créée sous l'impulsion de Danièle Le Normand, alors directrice générale adjointe du groupe Isautier et cheffe de projet de la Saga du Rhum. L'ambition est de conjuguer mémoires et traditions dans un équipement culturel et touristique conçue pour être une vitrine du rhum réunionnais.
La Saga du Rhum est installée sur le site de Frédeline depuis 2008, au cœur de la distillerie Isautier, la plus ancienne de l'île de La Réunion, toujours en activité. La propriété familiale abritait déjà le siège des Établissements Isautier depuis 2005. Des activités agricoles et industrielles (élevage, fabrication d'aliments pour bétail, menuiserie..) s'y déroulaient dans les années 1970. Pour conserver l'âme des bâtiments, le site, entouré de champs de cannes à sucre, a été réhabilité et aménagé en préservant l'architecture du passé afin d'accueil l'équipement culturel.
L’ambition partagée a cadré un projet de 3 millions d’euros dont la réalisation économique a été possible grâce aux soutiens de l’Europe, de l’État, du Conseil Régional de la Réunion, de la CIVIS et de la Mairie de Saint-Pierre de La Réunion. L’ambition développée s’exprimant dans les lignes de la tradition créole réunionnaise, La Saga du Rhum a bénéficié, au titre de l’équipement muséal, des concours de l’Europe à hauteur de 457 K€ et de la Région Réunion à hauteur de 305 K€. Le choix assumé de créer un espace commercial créole innovant et pertinent au service des touristes, a conduit la CIVIS à contribuer à l’équipement commercial à hauteur de 280 K€. La Saga du Rhum est le premier équipement muséal de la commune et de la CIVIS, le concours de la Mairie a été permanent et précieux au plan de l’accessibilité.

### Statuts et identifications
Le musée est porté par une SAS (société par action simplifiée) associant les trois distilleries industrielles en activité à La Réunion : Isautier, Savanna et Rivière du Mât. Ce projet collaboratif réunit une société d’exploitation muséale, La Saga du Rhum (N° SIRET 48412007600019Code APE 9329Z : Autres activités récréatives et de loisirs), et une société à vocation commerciale, la boutique du musée, Le Dépôt de Rhums.

### Directions
- Jérôme Isautier, Président
- Nathalie Hoarau, Directrice d'exploitation

## Historique
- 2001 : l'idée de la Saga du Rhum prend naissance.
- 2003 : analyse de l'étude de faisabilité. Trois scenarios sont alors envisagés : une boutique-musée, un centre d’interprétation ou un équipement muséal. C’est ce dernier qui a été retenu.
- 24 juin 2004 : les distilleries Isautier, Savanna et Rivière du Mât signent un protocole d'accord selon lequel il ne peut exister à La Réunion qu'un équipement touristique de référence sur les rhums de La Réunion et qu'il serait basé sur le site de la distillerie Isautier.
- 10 octobre 2005 : le permis de construire a été déposé visant l’aménagement de La Saga du Rhum sur le domaine de la distillerie Isautier, située à St Pierre de La Réunion.
- 18 octobre 2005 : pose de la première pierre sous la forme d’une barrique taguée, en présence des professionnels du rhum français de Guadeloupe, de Guyane, de Martinique et de La Réunion.
- 21 décembre 2006 : accord de financement pour l’Europe et la Région Réunion. Confrontés à la crise du chikungunya, les travaux ont été différés pour finalement être réalisés de juillet 2007 à août 2008.
- 05 décembre 2008 : la Saga du Rhum est officiellement inaugurée en présence du Préfet de la Réunion, Pierre-Henry MACCIONI.
- 19 décembre 2008 : la Saga du Rhum ouvre ses portes au public.

Projet innovant, il a bénéficié des aides Européennes, de l’État, de la Région Réunion ainsi que du soutien de la CIVIS et de la commune de Saint-Pierre.
- 31 décembre 2012 : en franchissant le seuil des 36 000 visiteurs annuels, le musée accède au rang de "site touristique remarquable de La Réunion".
- 10 avril 2013 : le site accueille son 100 000e visiteur.
- 13 octobre 2015 : la société publique locale (SPL) Réunion des musées régionaux (RMR), est entrée à hauteur de 20% (80 000 euros) dans le capital de la Saga du Rhum.
- 2018 : pour souffler ses dix bougies, la Saga du Rhum dévoile Secrets de Rhum, une exposition anniversaire, doublée de l’édition d’un ouvrage éponyme qui marque sa première publication. Prévue pour décembre 2018, l'événement a été perturbé par la crise des Gilets Jaunes et a été reportée en février 2019.

## Offres culturelles et touristiques

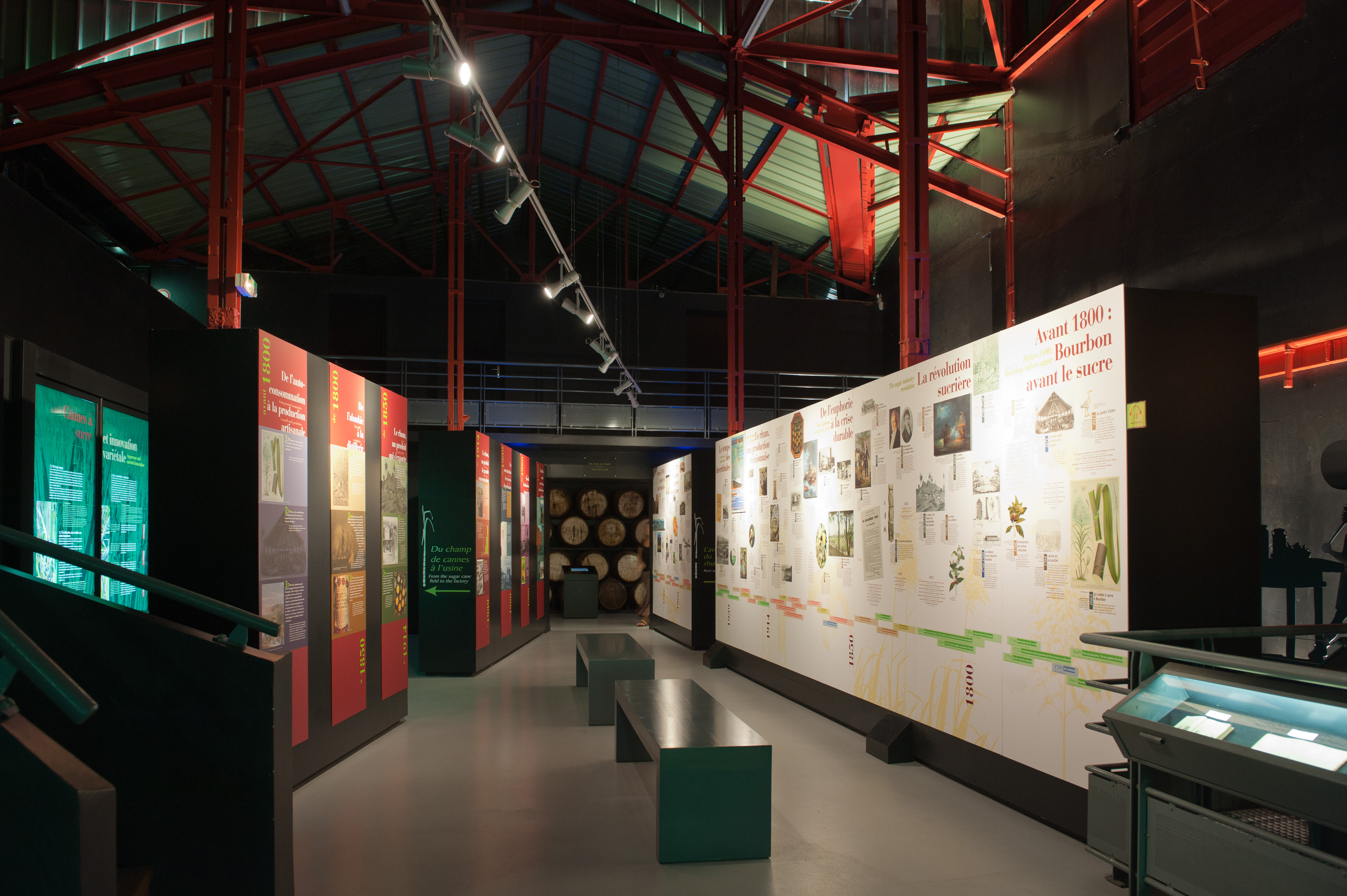
Vue de l'exposition permanente, fresque historique.

### Exposition permanente
La visite débute par l'ancienne aire de livraison des cannes constituant aujourd'hui le parvis du musée. Là, pousse une vingtaine de variétés de cannes à sucre ; des variétés nobles introduites dans l'île à la fin du XIXe siècle y côtoient les premières hybrides des années 1930. Le convoyeur de cannes à sucre, conservé au milieu de cet espace, conduit vers un moulin à cannes. Ce moulin est un ensemble industriel conservé in situ et restauré pour les besoins muséographiques. C'est la pièce maîtresse du musée.
Le visiteur pénètre ensuite dans la distillerie Isautier. Durant la campagne sucrière qui se déroule d’août à décembre, la distillerie en activité permet de mettre le sens des visiteurs en éveil : la mélasse fraîchement débarquée des usines sent la réglisse, l’eau ruisselle sur les cuves chaudes de fermentation, les vapeurs d’alcool s’échappent des colonnes à distiller… Le reste de l’année, la distillation à l’ancienne, dans un alambic en cuivre, permet de sentir les effluves de fruits macérés dans le rhum pour obtenir des alcoolats utilisés pour aromatiser les punchs et rhums arrangés de la société Isautier.
L'aventure du rhum continue dans l'espace historique où, à travers les grandes étapes de la colonisation et du développement de La Réunion, le rhum se dévoile comme un produit qui accompagne les réunionnais depuis plus de 300 ans. De nombreux documents d'archives, films, iconographies et objets illustrent l'évolution de cette production, passée du stade artisanal à une industrie performante et innovante.
Après avoir traversé le chai de vieillissement, se dévoile le bar de dégustation, dernière étape de la découverte de ce produit. A travers une large gamme de rhums et spiritueux, cet espace d'échange et d'expérimentation initie à l'art de la dégustation.
Ce parcours de visite offre ainsi un compromis entre une visite industrielle et une visite culturelle conte l'aventure historique, culturelle et sensorielle de la canne à sucre et du rhum, mêlant l’histoire d’une île à celle de ses habitants et à cette production traditionnelle.

#### Tourisme & Handicap
Dès les premières réflexions sur l’aménagement muséographique, la question de l’accessibilité au site et à son contenu culturel a été un enjeu majeur. Le défi était alors de concevoir un circuit de visite didactique, sécurisé et adapté à tous les publics en tenant compte des spécificités techniques du bâtiment et des contraintes d’exploitation de la distillerie de rhum, en activité. Au-delà des moyens techniques et financiers engagés, c’est grâce à l’accompagnement de plusieurs acteurs du handicap (associations, ESAT, SAMSAH, ADAPEI, Conseil Général de La Réunion) que la Saga du Rhum a réussi l’essentiel. L’acquisition et la conception d’outils de médiation spécifiques (audio-guide, boucle magnétique, visite encadrée pour déficients intellectuels, médiation en LSF) permettent aujourd’hui à l’ensemble des visiteurs de vivre et de partager pleinement l’aventure du rhum. La forte implication du personnel et des associations locales a été récompensée par l’attribution du label national Tourisme et Handicaps au musée le 2 novembre 2012 et son renouvèlement en 2019. La Saga est la seule structure sur l’île labellisée pour les 4 déficiences (auditif, mental, moteur, visuel).
▪ 2008 : inauguration d’un circuit de visite entièrement accessible aux personnes à mobilité réduite
▪ 2010 : affiliation du musée au dispositif Pass Loisirs, géré par le Conseil Général de La Réunion et favorisant l’accès des personnes porteuses de handicap aux activités culturelles et aux loisirs.
▪ 2011 : signature d’une convention de partenariat avec l’Association des Sourds de la Réunion afin de proposer en permanence des visites assurées en LSF par un médiateur sourd.
▪ 2012 : obtention du label Tourisme & handicap pour les 4 déficiences. Initiation du personnel à la LSF.
▪ 2014 : la Saga du Rhum est lauréate des Trophées de l’Accessibilité des Régions, catégorie Tourisme & handicaps.
▪ 2015 : la CEA, commission d’enquête de l’accessibilité des personnes sourdes à l’information et à la communication sur le territoire réunionnais, attribue à la Saga le label qualité « Surdité-LSF».
▪ 2018 : le prix « Fonker » décerné par la Fédération Réunionnaise du Tourisme est attribué à la Saga du Rhum, facilitateur d’expériences.

### Éditions "La Saga de La Réunion"

#### Secrets de Rhum
Le livre Secrets de rhum, édité en 2018, à l’occasion du dixième anniversaire du musée, est la concrétisation d’un important travail de mémoire pour une structure qui puise fièrement ses ressources dans le passé et la tradition. L’enjeu est double : mettre en lumière le savoir-faire réunionnais en associant art et recherche, et offrir un éclairage inédit sur l’histoire du rhum de La Réunion. Pour l'occasion, la Saga du Rhum créée les éditions La Saga de La Réunion.
Une exposition didactique et artistique imaginée conjointement par le musée et l'agence d'ingénierie culturelle et artistique Méta-Morphosis a accompagné cette édition. Des photos d’art sublimant les sites industriels, réalisées par Axel Ruhomaully, y côtoient des pièces industrielles au rebut métamorphosées par cinq artistes réunionnais : Sandrine Collet, Dominique Dorla, Hougo Torgemen, Nicoletta B. et Géraldine Gabin. L’ensemble s’articule alors autour de témoignages et d’une chronologie inédite du rhum réunionnais, fruit des recherches de l’ethnologue Émilie Carpaye, chercheuse en histoire et ethnologie à la Saga du Rhum. Cet ouvrage bilingue (français/anglais) de 56 pages est classé dans la collection Rum Chronicles et a été édité en 1300 exemplaires (ISBN 978-2-9566157-0-5).
Pour diffuser plus largement le projet, la Saga du Rhum a fait appel à Ian Burrell qui est reconnu comme Global Rum Ambassador et fondateur de renommée mondiale du Rumfest de Londres en 2007, un événement qui s’est depuis étendu aux principales capitales européennes. Il dirige également les programmes de formation de l’Université Rum Experience. En tant qu’ambassadeur du rhum, il parcourt le monde pour des formations, des conférences et la promotion du rhum et des cocktails.
Éditeurs : La Saga de la Réunion & Meta-Morphosis Éditions ; Concept original : Meta-Morphosis ; Dépouillement d'archives et rédaction : Émilie Carpaye ; Conduite des interviews : Émilie Carpaye ; Préfaces ; Jérôme Isautier, Nathalie Hoarau, Ian Burrel; Photographies : Axel Ruhomaully ; Chef de projet : Samuël Caëtane ;  Design, conception graphique et illustrations : Shakoor ‘Shaun’ Bukhuth ; Traduction anglaise : Meta-Morphosis et Ad Lib ; Impression : Précigraph (Ile Maurice).

### La boutique du musée
Dans la continuité de la visite culturelle, la Saga du Rhum propose à ses visiteurs une vitrine de la tradition rhumière et artisanale de l’île. Dans un décor de cases créoles installées autour d’une place de village, le Dépôt de Rhums est une véritable réserve où l’on ne dénombre pas moins de 70 variétés de rhums, punchs, liqueurs… Des rhums d’exception y sont proposés en permanence. Un espace est entièrement consacré aux arrangés, spécialités incontournables de la Réunion. Kits de préparation, ingrédients naturels et bocaux sont à la disposition de ceux qui veulent se laisser tenter par l’expérience. Le Dépôt de Rhums constitue par ailleurs un espace de valorisation des productions et créations artisanales locales (confiture, sucre, café, huile essentielle, peinture sur verre…). Les produits régionaux, sélectionnés pour leur cohérence avec le contenu du musée et leur qualité sont également mis en vente.